# Маунт-Вернон (Вашингтон)

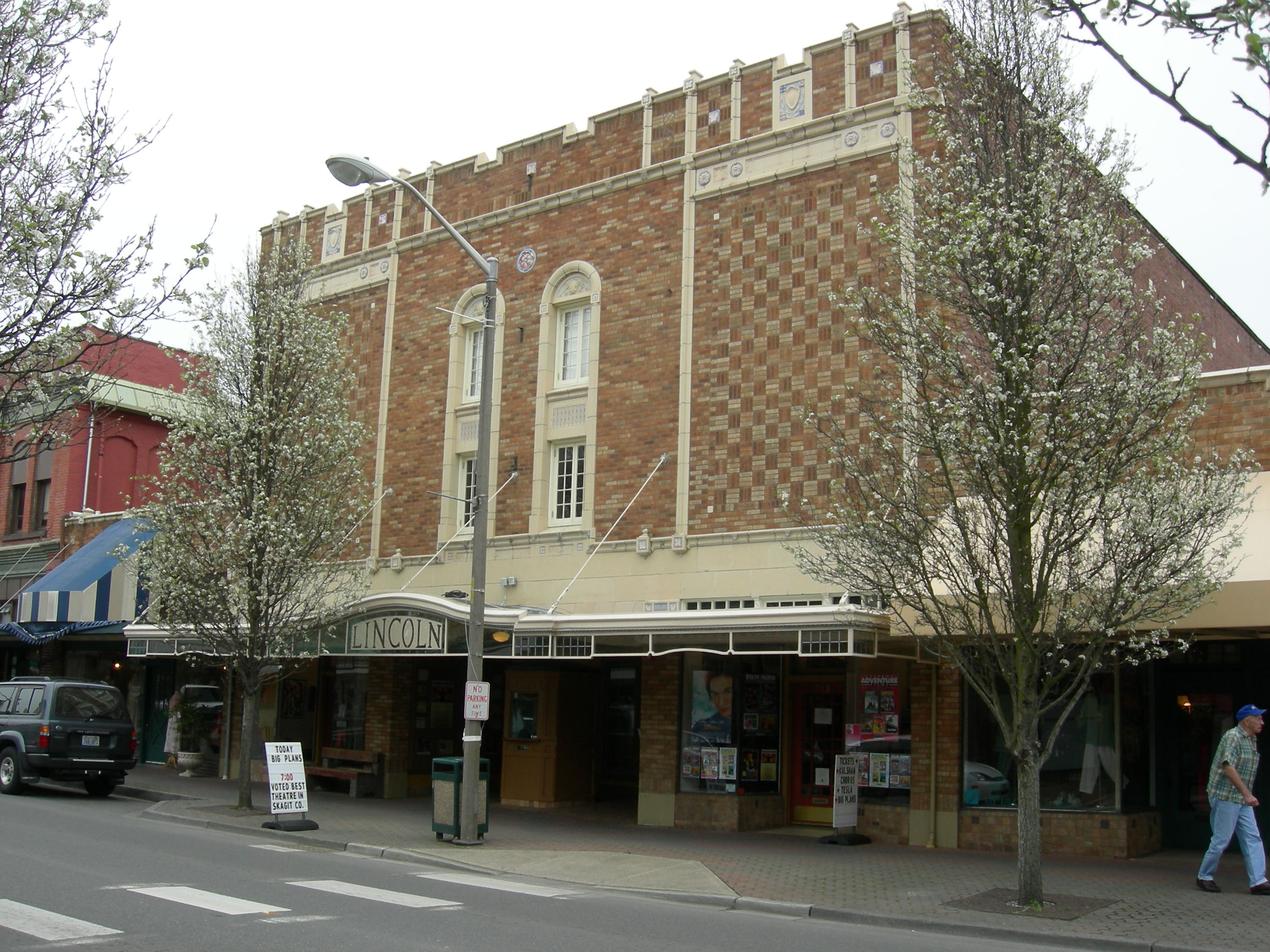
Здание Линкольн-театра.

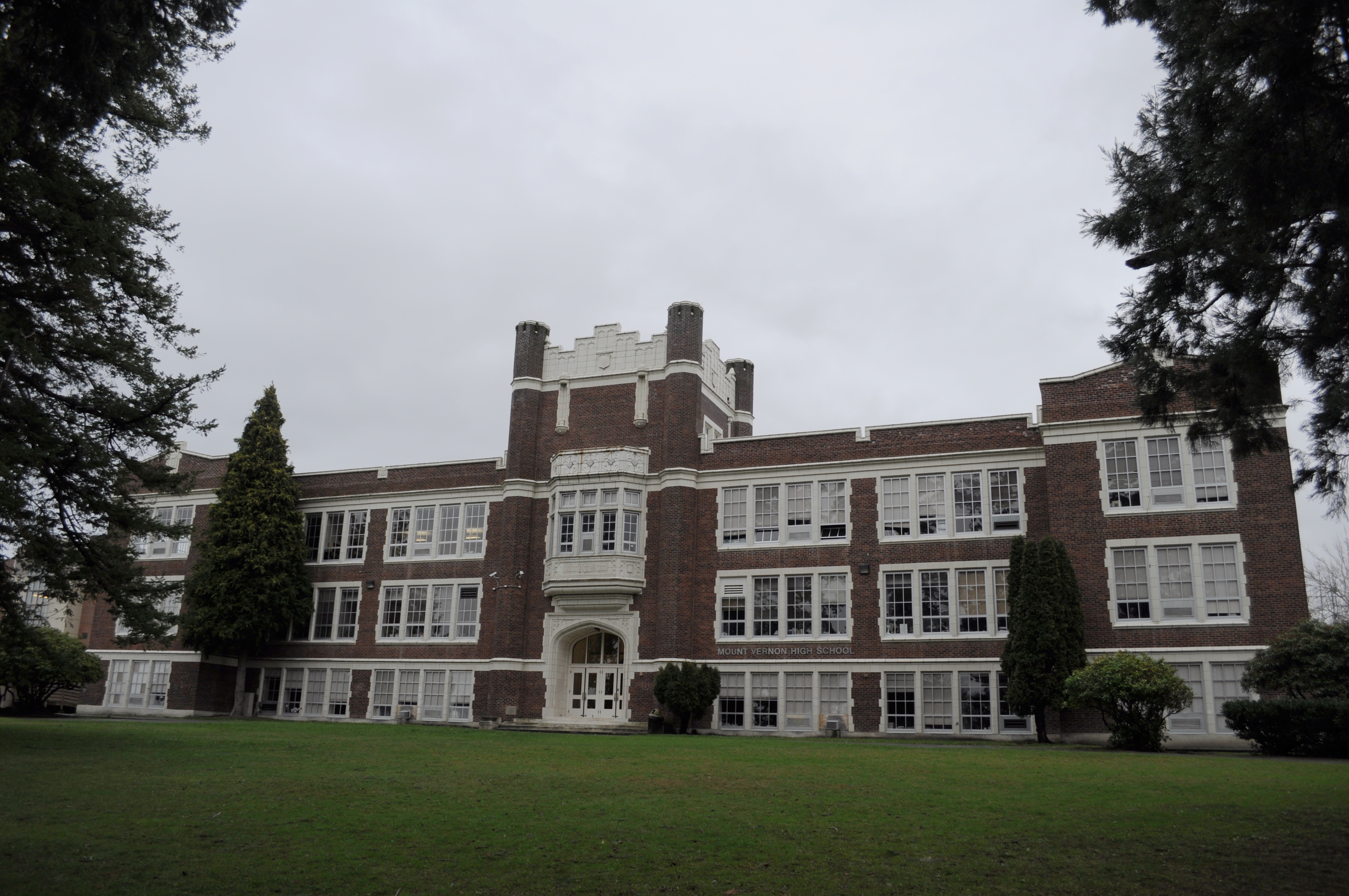
Местное высшее учебное заведение — Mount Vernon (WA) High School.

Ма́унт-Ве́рнон — город в штате Вашингтон, США. Является центром округа Скаджит. Население — 31 020 чел. (по переписи 2010 года), 32 250 чел. (по оценке 2012 года).

## География
Маунт-Вернон находится на северо-западе США, в северной части штата Вашингтон, недалеко от Сиэтла. Город лежит в районе Северных Каскадных гор, на берегу реки Скаджит.

## Климат
| Показатель                                                           | Янв. | Фев. | Март | Апр. | Май | Июнь | Июль | Авг. | Сен. | Окт. | Нояб. | Дек. | Год  |
| -------------------------------------------------------------------- | ---- | ---- | ---- | ---- | --- | ---- | ---- | ---- | ---- | ---- | ----- | ---- | ---- |
| Средний суточный максимум, °C                                        | 8    | 10   | 12   | 15   | 18  | 20   | 23   | 23   | 21   | 16   | 11    | 8    | 15,2 |
| Средний суточный минимум, °C                                         | 1    | 2    | 3    | 5    | 7   | 10   | 11   | 11   | 9    | 5    | 3     | 1    | 5,8  |
| Норма осадков, мм                                                    | 107  | 72   | 71   | 64   | 61  | 50   | 30   | 34   | 43   | 73   | 123   | 101  | 829  |
| Источник: http://www.usclimatedata.com/climate.php?location=USWA0288 |      |      |      |      |     |      |      |      |      |      |       |      |      |

## История
До прихода европейцев эти земли были населены индейскими племенами. В XVIII веке на территорию данного региона стали проникать первопроходцы и торговцы пушниной — англичане, испанцы и русские.
Первое постоянное поселение белых людей здесь возникло в середине 1850-х годов. В 1877 году Харрисон Клотье и Эдвард Инглиш основали город, который назвали в честь поместья первого американского президента. В тех же 1870-х годах здесь в промышленных масштабах стали ловить треску и лосося. Попутно стало развиваться производство консервов и упаковки.
В 1883 году был образован округ Скаджит, а в 1890 году Маунт-Вернон получил права муниципалитета. Название округа было дано по имени местного индейского племени. Население Маунт-Вернона на 1888 год составляло 1000 человек. К 1912 году численность населения возросла до 2600 человек.
В течение первой половины XX века преобладали деревообрабатывающая и лёгкая отрасли промышленности. В начале 1900-х годов активно стало развиваться фермерство. В 1940 году компания S. A. Moffet  развернула в городе производство морозильных установок.
Ещё в 1926 году в городе открылся первый театр — Линкольн-театр. В середине XX века в городе появилось телевидение. В настоящее время каждый год в апреле в Маунт-Верноне проводится Тюльпановый фестиваль долины Скаджит.

## Население
Население города в 2010 году — 31 040 человек (в 2000 году было 26 232). При этом, в Маунт-Верноне насчитывается 11 361 жилое помещение, из них 10 661 населено и 700 — вакантны. 60 % домохозяйств проживают в собственных жилищах, остальные 40 % — в наёмных.

## Инфраструктура
В городе действовала Музыкальная школа Эдгренов (англ. Edgren School of Music), основанная шведскими эмигрантами Адольфом и Эммой Эдгренами.

## Транспорт
Через город проходит железная дорога. Станцию на ней обслуживает компания Amtrak.
Маунт-Вернон является также пунктом пересечения нескольких автомобильных трасс: Interstate 5, Washington State Route 9, Washington State Route 20, Washington State Route 536 и Washington State Route 538.

## Известные жители и уроженцы
- Гленн Бек — известный американский теле- и радиоведущий
- Шерил Бентин[англ.] — американская джазовая певица
- Джеймс Кэвизел — актёр
- Скотт Клементс[англ.] — профессиональный игрок в покер
- Марк Хендриксон[англ.] — бейсболист
- Крэйг Келли[англ.] — сноубордист
- Кайл Кендрик[англ.] — бейсболист
- Грэм Керр[англ.] — кулинар, телеведущий
- Чед Линдберг — актёр
- Росс Мэтьюз[англ.] — журналист, актёр телевидения
- Тимоти Оши — профессиональный хоккеист, игрок НХЛ.
- Майкл Пеграм[англ.] — владелец скачек «Дерби в Кентукки» и скакуна-чемпиона Real Quiet[англ.]
- Родриго Гарсиа-и-Робертсон[англ.] — американский писатель
- Коуди Уиллис[англ.] — барабанщик, участник нескольких групп, в том числе, Melvins

## Города-побратимы
- Чилливак, Британская Колумбия, Канада[7][8]